# Unruhen in England 2011

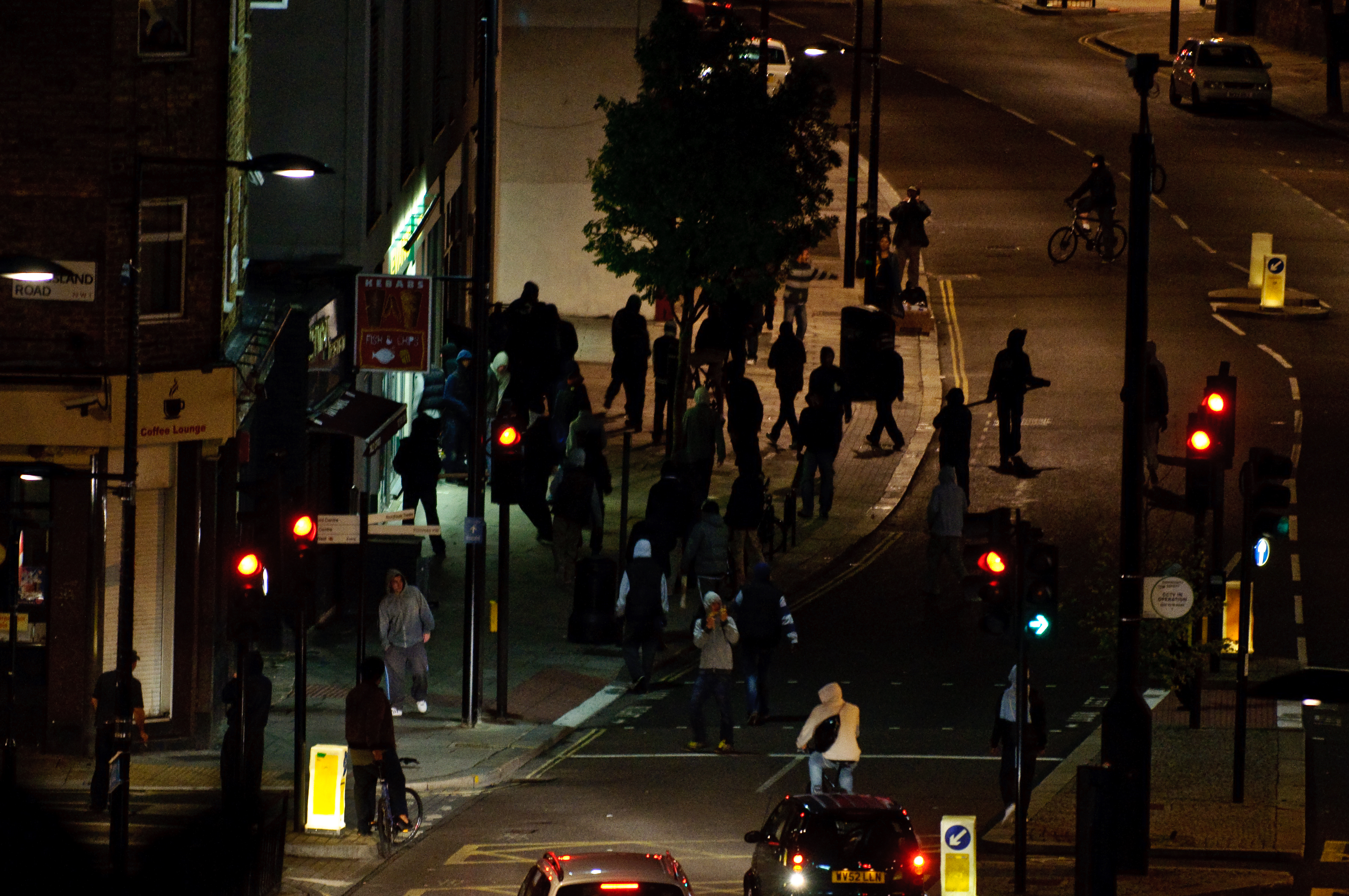
Randalierende Jugendliche im Londoner Stadtbezirk Camden in der Nacht zum 9. August

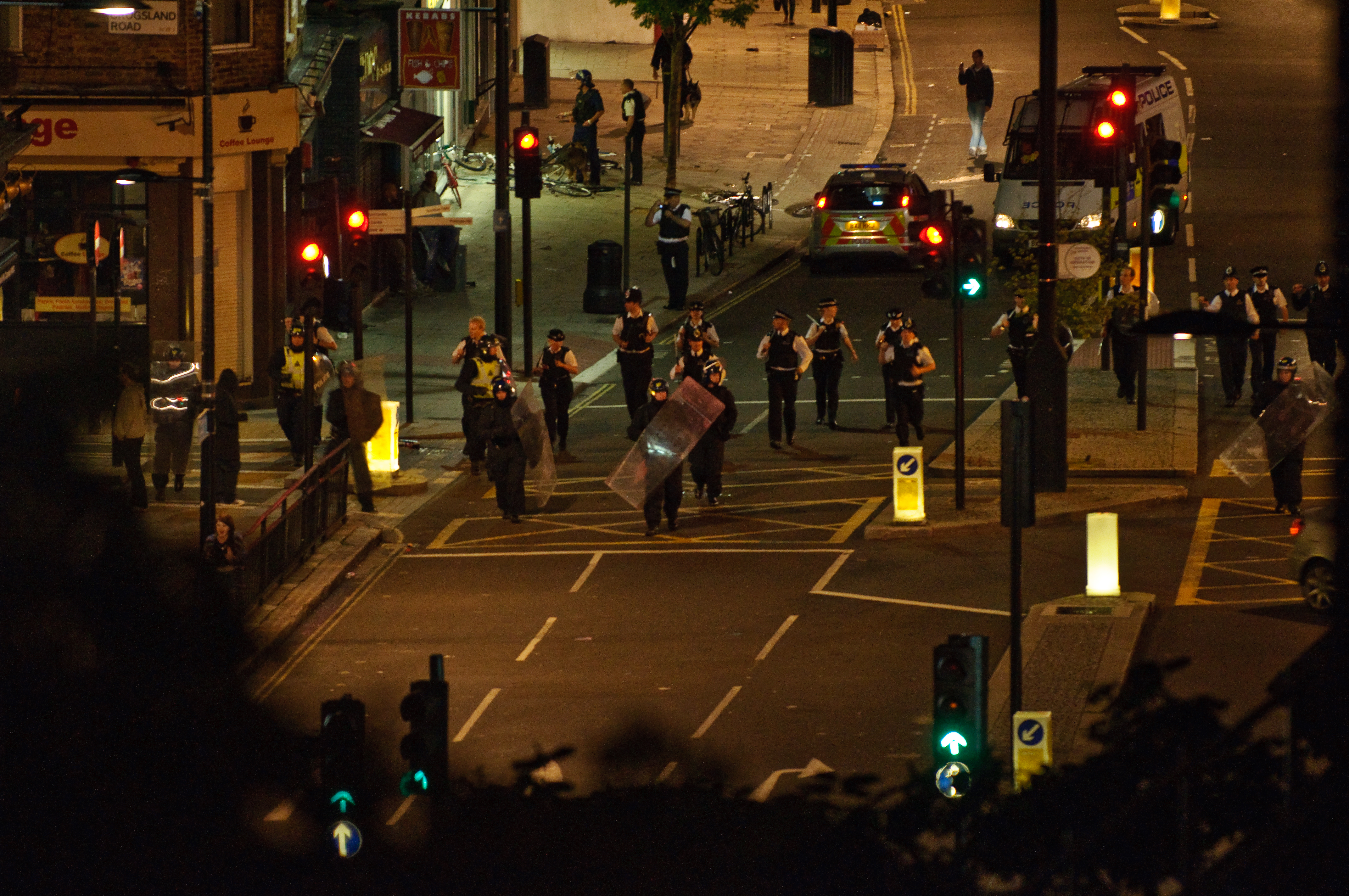
Die Londoner Polizei drängt die Randalierer zurück.

Die Unruhen in England 2011 waren eine Serie gewalttätiger Ausschreitungen in der britischen Hauptstadt London und anderen englischen Städten wie Liverpool, Birmingham, Manchester und Bristol, die im August 2011 stattfanden.
Ihren Ausgang nahmen sie im Londoner Stadtteil Tottenham. Am 6. August 2011 fand eine zunächst friedliche Demonstration vor der örtlichen Polizeistation statt, in der eine Menschenmenge Aufklärung über den Tod eines Einwohners bei einem Polizeieinsatz zwei Tage zuvor forderte. Die Situation eskalierte in den Abendstunden. In der Folge kam es zu Brandanschlägen auf einen Bus und ein Gebäude, mehrere Geschäfte wurden zerstört und geplündert. Die Krawalle dauerten bis in den Tag hinein und griffen in den folgenden Tagen auf andere Londoner Stadtteile über. In der äußeren Innenstadt kam es zu Plünderungen und Vandalismus. Politische Forderungen wurden zu keiner Zeit gestellt.

## Vorgeschichte

### Erschießung Mark Duggans
Am 4. August 2011 wurde der 29-jährige Mark Duggan bei seiner geplanten Festnahme von einem Polizeibeamten erschossen. Die Polizei hatte Duggan verdächtigt, für einen Drogenring zu arbeiten.
Die britischen Medien zeigen den Schwarzen mehrheitlich als Gangster und Drogendealer. Polizeiangaben zufolge war Duggan ein „Major Player“ der „Star Gang“ und den Sicherheitsbehörden bestens bekannt. In den Straßen hieß er „Starrish Mark“. Auf Facebook zeigte sich Duggan in einem T-Shirt der „Star Gang“. Auf mehreren Fotos ließ er sich in Gangsterpose ablichten. Er hatte eine Viertelstunde vor seinem Tod eine illegale Pistole gekauft und mit sich geführt; der Verkäufer wurde später zu 11 Jahren Freiheitsstrafe verurteilt.

### Untersuchung der Umstände
Die für die Untersuchung von Vorwürfen gegen die Polizei zuständige Independent Police Complaints Commission (IPCC) gab an, dass eine Schusswaffe am Tatort gefunden worden sei, deren Typ nicht von Polizeibeamten verwendet werde. Sie sei zusammen mit einem Projektil, das im Funkgerät eines Polizisten stecken geblieben war, zu ballistischen Untersuchungen gesandt worden. Nach ersten derartigen Tests zeigte sich jedoch, dass dieses Projektil vermutlich aus einer Schusswaffe der Polizei stammt. Die IPCC verlautbarte am 7. August, noch weitere Untersuchungen zu benötigen, um den Ablauf des Geschehens rekonstruieren zu können, und bat diesbezüglich um Geduld. Die IPCC erklärte am 9. August, dass es „keine Beweise dafür gibt, dass Duggan auf die Polizei gefeuert hat“, und stellte am 12. August noch einmal fest, dass in keinem offiziellen Bericht der Behörde von einem Schusswechsel geschrieben wurde, es aber möglich sei, dass ein Sprecher in den ersten Tagen versehentlich irreführende Angaben gegenüber der Presse gemacht habe.
Am 8. Januar 2014 gab eine richterliche Jury bekannt, dass die Erschießung von Mark Duggan vom 4. August 2011 rechtmäßig gewesen sei. Der Entscheid fiel mit 8:2 Stimmen. Zwar sei Duggan tatsächlich unbewaffnet gewesen, doch nur, weil er sehr wahrscheinlich unmittelbar vor der Polizeikontrolle seine Waffe aus dem Taxi geworfen habe. Der polizeiliche Schütze aber habe im ehrlichen Glauben gehandelt, Duggan sei bewaffnet. Der Polizist sei somit in einer Notwehrsituation gewesen.
Die richterliche Jury untersuchte die Umstände nicht im Rahmen eines Strafprozesses. Ihre Aufgabe war es, den Polizeieinsatz zu rekonstruieren und Tatsachen zu bewerten.
Die Angehörigen von Mark Duggan wollen den Entscheid nicht akzeptieren und weiter für Gerechtigkeit kämpfen.

## Ausschreitungen

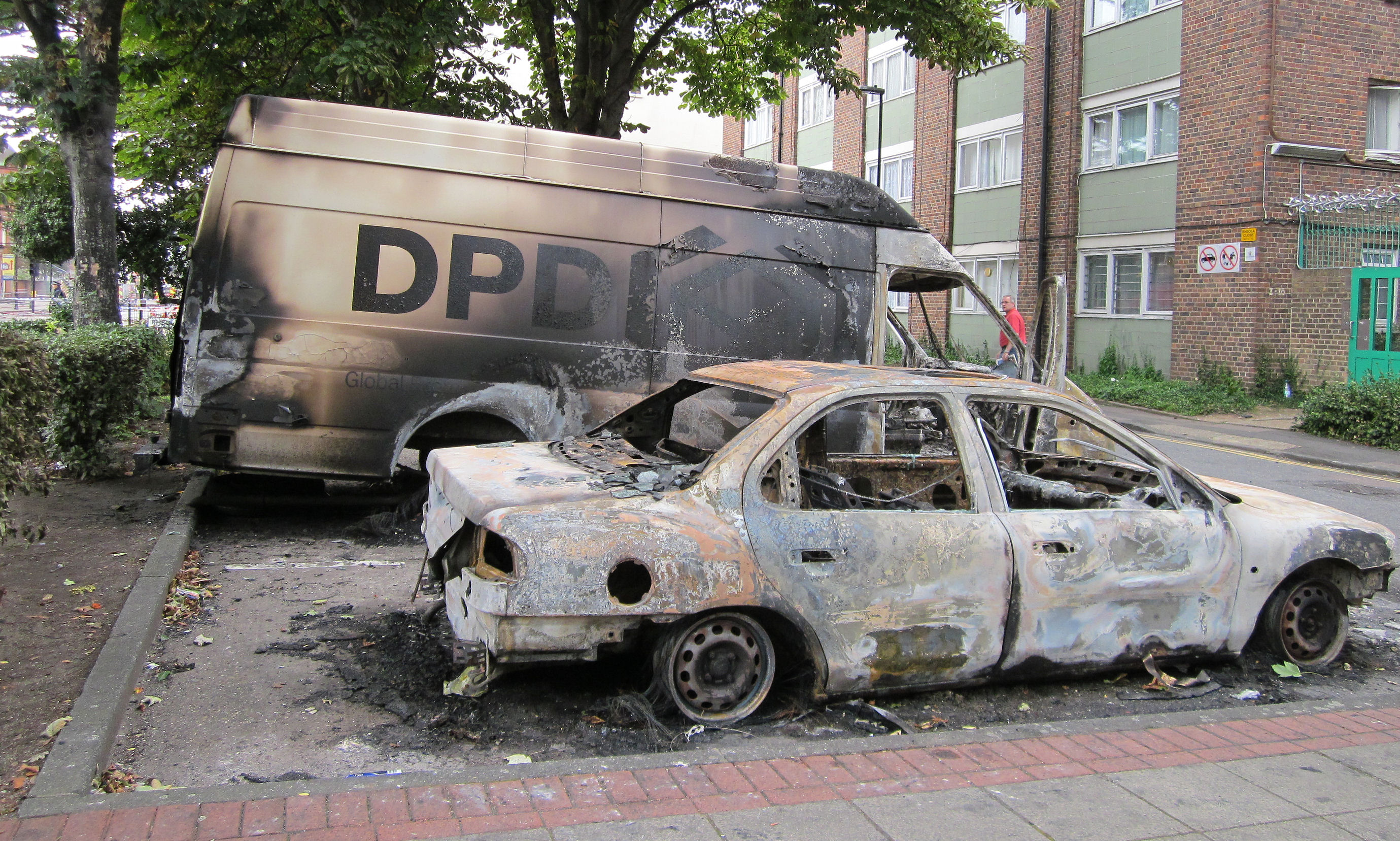
Ausgebrannte Fahrzeuge in Tottenham am 7. August

### Beginn in Tottenham und Ausbreitung in London
Am 6. August 2011 fand eine zunächst friedliche Demonstration von rund 200 Anwohnern in Tottenham statt, die von der Polizei Informationen über die Vorgänge forderten, die zum Tod Duggans geführt hatten. In den Abendstunden eskalierte die Situation aus bislang noch nicht geklärten Gründen. Es kam zu Brandanschlägen auf Polizeifahrzeuge, einen Doppeldeckerbus und ein Gebäude sowie zu Plünderungen. Die Krawalle waren die schwersten seit 25 Jahren in London. 42 Personen wurden festgenommen und 29 verletzt, überwiegend auf der Seite der Polizei, die den Sachschaden in Millionenhöhe ansetzte.
In der folgenden Nacht kam es erneut zu Ausschreitungen, diesmal im nördlichen Londoner Stadtteil Enfield. Mehrere hundert Jugendliche im Alter zwischen elf und achtzehn Jahren, teilweise vermummt, zerstörten Schaufensterscheiben, plünderten Geschäfte und griffen die Polizei mit Steinwürfen an. Die Unruhen in Enfield erreichten allerdings nicht das Ausmaß jener in Tottenham der vorherigen Nacht. Doug Taylor, Leiter der Bezirksverwaltung von Enfield, stellte einen Zusammenhang zwischen beiden Ereignissen her. Auch im südlich gelegenen Brixton und im Bezirk Waltham Forest kam es zu Unruhen mit mehr als hundert Festnahmen und neun verletzten Polizisten.
Auch am 8. August gab es Ausschreitungen in den Stadtteilen Hackney, Croydon und Lewisham. Wieder kam es zu Brandstiftungen und Angriffen auf die Polizei. Die Polizei forderte die Verkehrsorganisation Transport for London zu Sperrungen einzelner Stationen und Streckenabschnitte auf, die Bahngesellschaft Southern riet allgemein von Reisen in den Süden Londons ab.

### Ausweitung außerhalb Londons
Ebenso kam es auch außerhalb Londons zu Ausschreitungen, bei denen Geschäfte zerstört und geplündert wurden; betroffen waren unter anderem die Städte Birmingham, Leeds, Nottingham und Bristol. Auch in Liverpool kam es zu Zusammenstößen teilweise vermummter Jugendlicher mit der Polizei und zu Plünderungen und Brandstiftungen.
Während es in der Nacht auf den 10. August in London ruhig blieb, waren nun auch Manchester, Wolverhampton sowie West Bromwich von Gewaltausbrüchen betroffen; erneut auch Birmingham und Nottingham. In Manchester wurden ein Modehaus in Brand gesetzt, im Stadtzentrum mehrere Geschäfte zerstört sowie in das größte Einkaufszentrum der Stadt eingebrochen. In Nottingham wurden eine Schule und ein Fahrzeug vor einer Polizeistation in Brand gesetzt, in Birmingham kam es zu Angriffen auf Löschzüge der Feuerwehr.

### Opfer und Sachschäden
Am 9. August starb ein 26-jähriger Mann, der am Tag zuvor während der Unruhen im Londoner Stadtteil Croydon von Plünderern angeschossen worden war.
Drei weitere Männer starben in der Nacht zum 10. August in Birmingham. Sie waren in einer Bürgerwehr aktiv, die Geschäfte und Anwohner vor Randalierern schützen sollte, und wurden während der nächtlichen Ausschreitungen von einem Auto erfasst. Die Polizei ermittelte wegen Mordes und nahm am Folgetag drei Verdächtige fest.
Im Londoner Vorort Ealing erlitt in der gleichen Nacht ein 68-jähriger Mann lebensgefährliche Kopfverletzungen, als er versuchte, ein von Jugendlichen entzündetes Feuer zu löschen, und daraufhin von ihnen attackiert wurde. Er starb in der Nacht auf den 12. August. Ein 16-Jähriger wurde wegen Totschlags zu acht Jahren Haft, seine Mutter wegen Beihilfe verurteilt.
Die entstandenen Sachschäden wurden einige Tage nach dem Ausbruch der Unruhen auf Summen zwischen 10 Millionen und mehreren Dutzend Millionen Pfund Sterling geschätzt. Premierminister Cameron brachte sogar die Zahl von 200 Millionen Pfund ins Gespräch. Zerstörte Geschäfte müssten im Einzelfall auch aufgegeben werden. Einem 125 Jahre alten britischen Gesetz zufolge könnte es zu Schadenersatzforderungen an die Polizei kommen, da diese nicht in der Lage war, die öffentliche Sicherheit und Ordnung zu gewährleisten. Mindestens 26 Familien wurden obdachlos, nachdem ihre Wohnhäuser ausgebrannt waren.

## Hintergründe
Tottenham, der Ort, in dem die Unruhen ausbrachen, ist ein als sozialer Brennpunkt bekannter Stadtteil im Norden Londons: Das Viertel gehört zu den ärmsten in Großbritannien.
Bereits 1985 hatte es in Tottenham Ausschreitungen gegeben, nachdem eine 49-jährige Frau gestorben war, deren Wohnung von der Polizei gestürmt worden war. Danach kam es zu einer Demonstration, die außer Kontrolle geriet und mit der Ermordung eines Polizisten endete. Drei 1987 für den Mord verurteilte Männer mussten vier Jahre darauf aus der Haft entlassen werden, weil die Polizei Verhörnotizen manipuliert hatte. Später investierte der Staat in die Wohnqualität, Instandhaltung und Sicherheit der Wohngegend, was zu einer Senkung der Gewaltkriminalität führte. Infolgedessen war die Polizei 2011 auf eine Eskalation nicht mehr vorbereitet.

### Sozialwissenschaftliche Einschätzungen
Bei den Unruhen geht es nach Ansicht des Sozialwissenschaftlers Mike Hardy, Leiter des Londoner Institute of Community Cohesion, „nicht in erster Linie um Rasse, Religion oder Klasse“, sondern „schlicht und einfach um all jene, die sich von der Gesellschaft ausgeschlossen fühlen“. Der Soziologe Paul Bagguley von der University of Leeds nannte die „biographical availability“ („biografische Verfügbarkeit“) als einen Grund: Leute ohne Job hielten sich häufiger auf den Straßen auf, während für eine durch Konsum geprägte Generation die Werbung eine mächtige Motivation schaffe. Die drastische Sparpolitik der Regierung von Premierminister David Cameron verschärfe die Lage zusätzlich. So sollten bis 2015 die Ausgaben um 91 Milliarden Euro gekürzt werden, insbesondere im Sozialbereich. Der Kriminologe John Pitts von der University of Bedfordshire sagte gegenüber dem Guardian, dass die Plünderungen vielfach aus Opportunismus geschähen, dabei aber die soziale Lage der Jugendlichen, die keine gesellschaftlichen Perspektiven und „nichts zu verlieren“ hätten, eine zentrale Rolle spiele. Gemeinsam seien den meisten Beteiligten demnach ein niedriges Einkommen und Arbeitslosigkeit sowie eine geringe oder keine Aussicht auf eine gesetzestreue Zukunft.

### Geisteswissenschaftliche Einschätzungen
In den Geisteswissenschaften, besonders in linken Strömungen innerhalb der Kontinentalen Philosophie, wurden die Ereignisse in England kontrovers diskutiert. In Anlehnung an eine Theorie des Ereignisses nach Alain Badiou, aber auch an das Essay „Zur Kritik der Gewalt“ von Walter Benjamin wurden Versuche unternommen, eine den Massenmedien gegenläufige Sichtweise zu etablieren. Evan Calder Williams argumentierte etwa, dass die Tatsache, dass die häufig vorgebrachte Kritik, die Unruhen hätten keinen politischen Hintergrund, da zu keinem Zeitpunkt Forderungen gestellt worden seien, den Kern der Unruhen verfehle. Er vertrat die Auffassung, die Unruhen seien sehr wohl politisch motiviert, in dem Sinne, dass sie die ökonomischen Missverhältnisse, die in England herrschten, zu Tage brächten. Slavoj Žižek argumentierte in ähnlicher Weise, aber mit anderem Ergebnis: Im Anschluss an seine 2008 veröffentlichte Monografie zum Thema Gewalt vertrat er die These, dass die Unruhen Ausdruck des Scheiterns einer Konsumideologie seien, die zwar den Konsum zum Ziel der Gesellschaft erhebe, gleichzeitig aber Teilen der Gesellschaft die Möglichkeit zum Konsum vorenthalte. Das Problem der Gewalt sei demnach nicht die Gewalt selbst, sondern die Tatsache, dass sie das herrschende System affiziere, indem sie dazu genutzt werde, dessen Prämissen zu erfüllen. In diesem Zusammenhang kritisierte er die Gewalt als „Neid maskiert als triumphaler Karneval“.

### Rolle der neuen Medien
Die Polizei vermutete, die Täter hätten sich mittels des BlackBerry Messengers (BBM) zu den Unruhen verabredet. Der kanadische Hersteller Research In Motion sagte Hilfe bei der Aufklärung zu und wurde mit dieser Begründung zum Opfer einer Cyberattacke. Im Gegensatz zu Kurznachrichtendiensten wie etwa Twitter arbeitet BBM mit einer Verschlüsselungssoftware, was das Mitlesen der Nachrichten erschwert. Twitter und Facebook würden jedoch als weitere Multiplikatoren genutzt. Angesichts der Ausweitung der Unruhen und der Absprachen über moderne Kommunikationstechnik sprach die britische Polizei von „organisierter Kriminalität“. Ebenso organisierten sich Aufräumtrupps und Bürgerwehren sowie Initiativen zur Identifizierung der Täter über soziale Netzwerke.

## Reaktionen
Der britische Premierminister David Cameron nannte die Ausschreitungen „völlig inakzeptabel“ und später „pure Kriminalität“. Am 8. August brach er seinen Sommerurlaub in Italien ab und flog nach London, um an einer kurzfristig einberufenen Sitzung des Nationalen Sicherheitsrates teilzunehmen. Er kündigte an, in der Nacht zum 10. August die Polizeikräfte Londons massiv von 6.000 auf 16.000 aufzustocken, und drohte den teils jugendlichen Tätern mit harter Bestrafung. Für den 11. August berief er eine Sondersitzung des Parlaments ein. Die Innenministerin Theresa May brach am selben Tag ihren Urlaub ab und flog nach London zurück, um mit dem Leiter der Londoner Polizei, Tim Godwin, und anderen Leitern der Sicherheitskräfte das weitere Vorgehen zu besprechen. Vizepremier Nick Clegg und der Londoner Bürgermeister Boris Johnson kehrten ebenfalls aus dem Urlaub zurück. Einer von Johnsons Sprechern hatte zuvor davor gewarnt, dass die Ausschreitungen die Ermittlungen der Polizeiaufsichtsbehörde IPCC „nicht erleichtern“ könnten.
Ken Livingstone, der frühere Bürgermeister von London, forderte den Einsatz von Wasserwerfern – eine in England nicht übliche Form der Polizeibewaffnung – gegen die Täter. Am 10. August schloss sich ihm David Cameron an und kündigte eine Aufrüstung der Polizei auch mit Gummigeschossen an. Wasserwerfer, von denen im Vereinigten Königreich nur sechs Stück vorhanden sind, die ausschließlich in Nordirland stationiert sind und deren Einsatz durch das Parlament genehmigt werden muss, könnten innerhalb von 24 Stunden einsatzbereit sein. Nigel Farage, Vorsitzender der UKIP, befürwortete den Einsatz des Militärs im Inneren.
Sicherheitsaspekte der für 2012 geplanten Ausrichtung der Olympischen Sommerspiele in London gerieten in die Diskussion. Ein für den 10. August geplantes Freundschaftsspiel der englischen gegen die niederländische Fußballnationalmannschaft im Londoner Wembley-Stadion wurde vom englischen Fußballverband aus Sicherheitsgründen abgesagt, um die Polizei zu entlasten. Nationale Fußballspiele mit Londoner Beteiligung waren ebenso wie ein Freundschaftsspiel zwischen den Fußballnationalmannschaften Ghanas und Nigerias bereits vorher abgesagt oder verschoben worden. Auch das für den 13. August in Tottenham vorgesehene Auftaktspiel der Premier League wurde verschoben.
Mehr als 2100 mutmaßlich an den Ausschreitungen Beteiligte wurden verhaftet. Cameron bat den früheren New Yorker Polizeichef Bill Bratton um Hilfe, während die Metropolitan Police Federation Kürzungen bei der britischen Polizei kritisierte. Im Internet wie auch in britischen Städten wurde auf öffentlich aufgestellten Leinwänden mit Fotos nach mutmaßlichen Tätern gefahndet. Die Verwaltungen in britischen Gemeinden, darunter der Londoner Stadtteil Wandsworth, Manchester und das benachbarte Salford, begannen mit Unterstützung des Premierministers Cameron, öffentlich subventionierte Sozialwohnungen von an den Ausschreitungen Beteiligten zu kündigen. Bis August 2012 wurden 1.292 Angeklagte zu Freiheitsstrafen von zusammen über 1.800 Jahren verurteilt worden.
Viele Menschen fürchteten Gewalt im öffentlichen Raum durch sogenannte Chavs (deutsch etwa „Prolls“) und Selbstverteidigungskurse boomten.
Nachdem ein Polizist in Minneapolis (USA) am 25. Mai 2020 George Floyd getötet hatte, kam es in vielen Ländern, auch in Großbritannien, zu Protesten.
Dabei wurde auch an Polizeiopfer wie Mark Duggan erinnert.